# 복국장공주
복국장공주(濮國長公主, ? ~ 1319년 11월 8일(음력 9월 26일))는 고려의 제27대 왕 충숙왕의 왕비이다. 원나라 황족 출신으로, 이름은 역린진팔라(亦憐眞八刺·亦憐只班)이다.쿠빌라이 칸의 6남 운남왕 후게치의 손녀로, 아버지는 운남왕 에센티무르(Esen Temür)이다.

## 생애
1316년(충숙왕 3년)에 당시 원나라에 입조해있던 충숙왕과 결혼하였고, 이 해 음력 10월 16일에 고려로 왔다. 당시 그녀가 고려에 왔을 때 충숙왕이 덕비(德妃, 명덕태후)만을 가까이 하여 심하게 질투하였고, 그로 인해 충숙왕과는 사이가 좋지 않았으며 구타를 당하기도 하였다.
1319년(충숙왕 6년) 음력 9월 26일에 사망하여 시호를 정화공주(靖和公主)라 하였다. 2년 후인 1321년(충숙왕 8년) 원나라 중서성에서 선사 이상지를 보내어 공주의 죽음에 대해 진상을 조사하였는데, 이때 공주를 모시던 궁인 쿠라치(胡刺赤, 호라적)라는 여자와 옹인(饔人, 요리사) 한만복(韓萬福)이 "작년 8월 충숙왕과 덕비가 몰래 동침하자 공주가 질투하여 왕이 공주를 구타하였으며, 이때 공주가 코피를 흘렸다. 9월에도 묘련사에 가서 왕이 공주를 구타하는 것을 에센부카(於侁夫介, 어신부개) 등이 말렸다."라고 진술하였다. 원나라는 이 2명을 원나라로 데려갔다. 후일 고려의 중신 백원항과 박효수 등이 그 무고함을 주장하여 원나라의 진상 조사는 가까스로 종결되었다.
1343년(충혜왕 4년)에 원나라에서 복국장공주(濮國長公主)에 추봉하였다. 충숙왕과의 사이에서 자녀는 없었으며, 능은 어디인지 알 수 없다. 한편 충숙왕과 가장 먼저 결혼한 부인은 공원왕후이나, 《고려사》에서는 복국장공주를 충숙왕의 제1비로 기록하고 있다.

## 가족 관계
- 조부 : 원 세조의 6남 후게치 (忽哥赤, ?~1271년)
- 아버지 : 영왕 에센티무르 (營王 也先帖木兒, 생몰년 미상)
  - 남편 : 고려 충숙왕 (高麗 忠肅王, 1294년~1339년, 재위 : 1313년~1330년, 1332년~1339년)

## 같이 보기
- 원 간섭기 고려

## 참고 자료
- 《고려사》〈열전〉